# Galleriosis
La galleriosis es una enfermedad de las abejas cuyas causantes son  varias especies de mariposas que producen el mismo efecto. Estas son del tipo llamado polilla de la cera. Atacan los panales de cera que construyen las abejas.

## Etiología
Las polillas de la cera pertenecen al orden Lepidoptera, familia Pyralidae o Crambidae, siendo el rango de distribución geográfica de estas especies el mismo que el de la Apis mellifera. Se distinguen dos especies:
- Galleria mellonella, polilla grande o falsa tiña.

Las hembras son mariposas de hábitos nocturnos, de color gris, tienen una longitud comprendida entre 8 y 17 mm y una envergadura alar que varía entre 14 y 38 mm
- Achroia grisella, polilla chica o tiña verdadera. Adulto de Achroia grisella

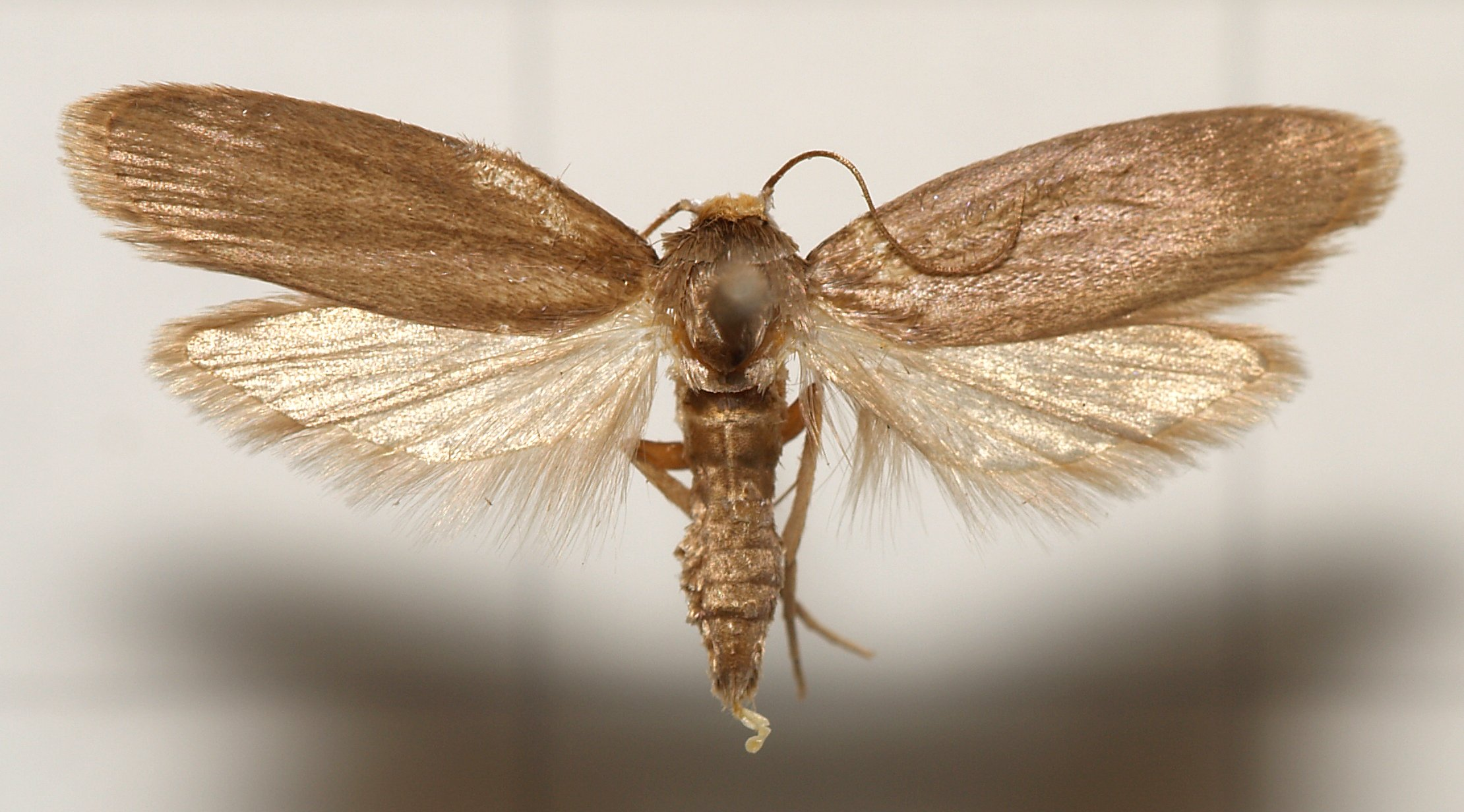
Adulto de Achroia grisella

Las hembras son más pequeñas que la de Galleria mellonella y su envergadura alar no sobrepasa los 23 mm y su longitud es de aproximadamente 10 mm

## Ciclo biológico deGalleria melanodera
El ciclo biológico tiene cuatro fases:
- Huevo: dependiendo de la temperatura. Eclosionan en 5 a 8 días, a una temperatura de 24 a 27 °C. Mientras que a una temperatura de 10 a 16 °C lo hacen a los 35 días. Por debajo de los 9 °C no hay postura
- Larva: la larva pasa de 1 a 23 mm en 28 días en una temperatura que va de los 29 a 35 °C
- Pupa: tarda 9 semanas en un rango de temperatura que va de los 29 a 35 °C
- Imago (adulto): sobrevive de 1 a 3 semanas, en un rango de temperatura que va de los 29 a 35 °C.  Pone entre 300 y 1000 huevos

## Patogenia
No son los adultos los que participan en la destrucción de los panales de cera, sino sus larvas las que cavan túneles por los mismos, buscando polen, cera y restos de miel. En su avance por el panal cavando túneles dejan hilos de seda, formando una verdadera tela junto a los restos de cera. El cuadro se inutiliza debiendo ser fundido a posteriori y recuperado colocando una nueva plancha de cera estampada. Las pupas adhieren sus capullos a los marcos de cría sobre todo en los cabezales o paredes de la colmena, teniendo un aparato masticador muy potente, dejan sus huellas en la madera, cuando son retirados los capullos de seda. Los cuadros oscuros son atacados más asiduamente, hay restos orgánicos de las mudas de las abejas útiles en su alimentación.

## Sintomatología
Las abejas adultas no son afectadas por las polillas. Son los cuadros móviles con los panales de cera los atacados. Este no es un daño menor, pues son el capital más importante con que cuenta un apicultor, en virtud de la gran dificultad y costo energético de las abejas para estirarlos. El daño al material de madera es menor si lo cuantificamos. Los cuadros apolillados son identificados visualmente por el apicultor en forma automática, si revisa el material.

## Diagnóstico
Clínico: la presencia de polillas adultas, larvas en distinto estado de desarrollo, ninfas, deyecciones, cuadros destruidos, son signos evidentes para el diagnóstico sin ningún género de dudas de este enemigo de las abejas. 
Diferencial: el diagnóstico diferencial relativo a distinguir una u otra polilla, se realiza por el tamaño de los adultos y por la disposición, galerías rectas y cría tubular, de los daños ocasionados, siendo mucho más frecuente y más peligrosa Galleria mellonella que Achroia grisella. 

## Tratamiento que se emplea
- Orgánico
  - Bacillus thuringiensis un bacilo común para control de larvas de lepidópteros puede ser utilizado. Este bacilo al ser ingerido por las larvas destruye el epitelio intestinal paralizándolas. No actúa sobre las polillas adultas. La proporción a utilizar es la de 1 cm³ de producto comercial diluido en 17 cm³ de agua, y pulverizar los cuadros que se quieren proteger. Su efecto depende de condiciones ambientales. El producto a utilizar se llama Dipel.
  - Ácido acético glaciar:  este ácido controla huevos y larvas, debiendo cubrirse con una carpa de plástico a fin de que sus vapores trabajen.
  - Ácido fórmico tiene un efecto similar al del ácido acético.
  - Caloventor en carpa plática con aire caliente es factible matarlas, porque ningún estadio de la polilla sobrevive a temperaturas mayores de 46 °C durante 80 minutos. Hay que tener cuidado con la temperatura, porque a los 45 °C la cera comienza a fundirse.
  - Frío:  es suficiente con exponer los cuadros tres horas a –12 °C de exposición para destruir las polillas. En los países de climas fríos los apicultores apilan las alzas con cuadros al aire libre, para que las heladas hagan su trabajo.

- Agentes químicos
  - Sulfuro de carbono. Es eficaz, aunque no destruye los huevos de la polilla. La dosis de aplicación es de 100 g/m³ en cámara de desinfección. Su uso debe ser restrictivo, pues es inflamable en estado líquido; el gas que produce es explosivo y sus emanaciones tóxicas para el hombre. Al no ser ovicida hay que repetir el tratamiento cada cierto tiempo.
  - Anhídrido sulfuroso, llamado también dióxido de sulfuro. Se debe quemar azufre para que se desprenda el gas. Se eliminan larvas y adultos, pero no los huevos, es necesario repetir el tratamiento cada tres semanas, para matar las larvas que van naciendo. La dosis a utilizar es la de 100 g/ m³.
  - Dibromuro de metilo o bromuro de metilo. Muy peligroso para el manejo que debe realizar el apicultor, es sumamente efectivo, no deja rastros de vida. Es necesario hacer una carpa plástica para que el líquido que viene en latas tipo latas de cerveza, evapore y llegue a todo el material. La dosis a emplear es la de 60 g /m³ en cámara de desinfección. Existen comercialmente pastillas denominadas Fosgas que puestas en contacto con el aire emanan el gas. No dejan rastros contaminantes.
  - Paradiclorobenceno. Se utiliza también en la lucha contra la polilla. La dosis es de 100 g/m³.  Repetir el tratamiento cada cuatro semanas, pues no es ovicida. Es un producto inofensivo para el hombre. Tiene buen control pero tiene efecto tóxico para las abejas adultas.

Una vez realizados los tratamientos es necesario airear varios días el material antes de colocarlo en la colmenas, para evitar vestigios de contaminación de miel.